# Constantin Adam
Constantin Adam (Călărași, 12 de julio de 1996) es un deportista rumano que compite en remo.
Ganó cuatro medallas en el Campeonato Europeo de Remo entre los años 2018 y 2024. Participó en dos Juegos Olímpicos de Verano, en los años 2016 y 2020, ocupando el séptimo lugar en Tokio 2020, en la prueba de ocho con timonel.

## Palmarés internacional
| Campeonato Europeo | Campeonato Europeo    | Campeonato Europeo | Campeonato Europeo |
| Año                | Lugar                 | Medalla            | Prueba             |
| ------------------ | --------------------- | ------------------ | ------------------ |
| 2018               | Glasgow (Reino Unido) | Medalla de bronce  | Ocho con timonel   |
| 2020               | Poznań (Polonia)      | Medalla de plata   | Ocho con timonel   |
| 2021               | Varese (Italia)       | Medalla de plata   | Ocho con timonel   |
| 2024               | Szeged (Hungría)      | Medalla de bronce  | Ocho con timonel   |